# Giulio Parigi
Giulio Parigi (1571-1635) est un peintre, graveur et un architecte de l'école florentine, fils de Alfonso Parigi il Vecchio.
Élève de Bernardo Buontalenti, surintendant du Grand duc de Toscane pour la scénographies de ses fêtes, ses travaux les plus importants furent cependant ceux qu'il réalisa comme architecte de jardin, en particulier le Jardin de Boboli, qu'il agrandit en ajoutant la seconde perspective des Viottolone  et pour lequel il fut célèbre dans toute l'Europe.

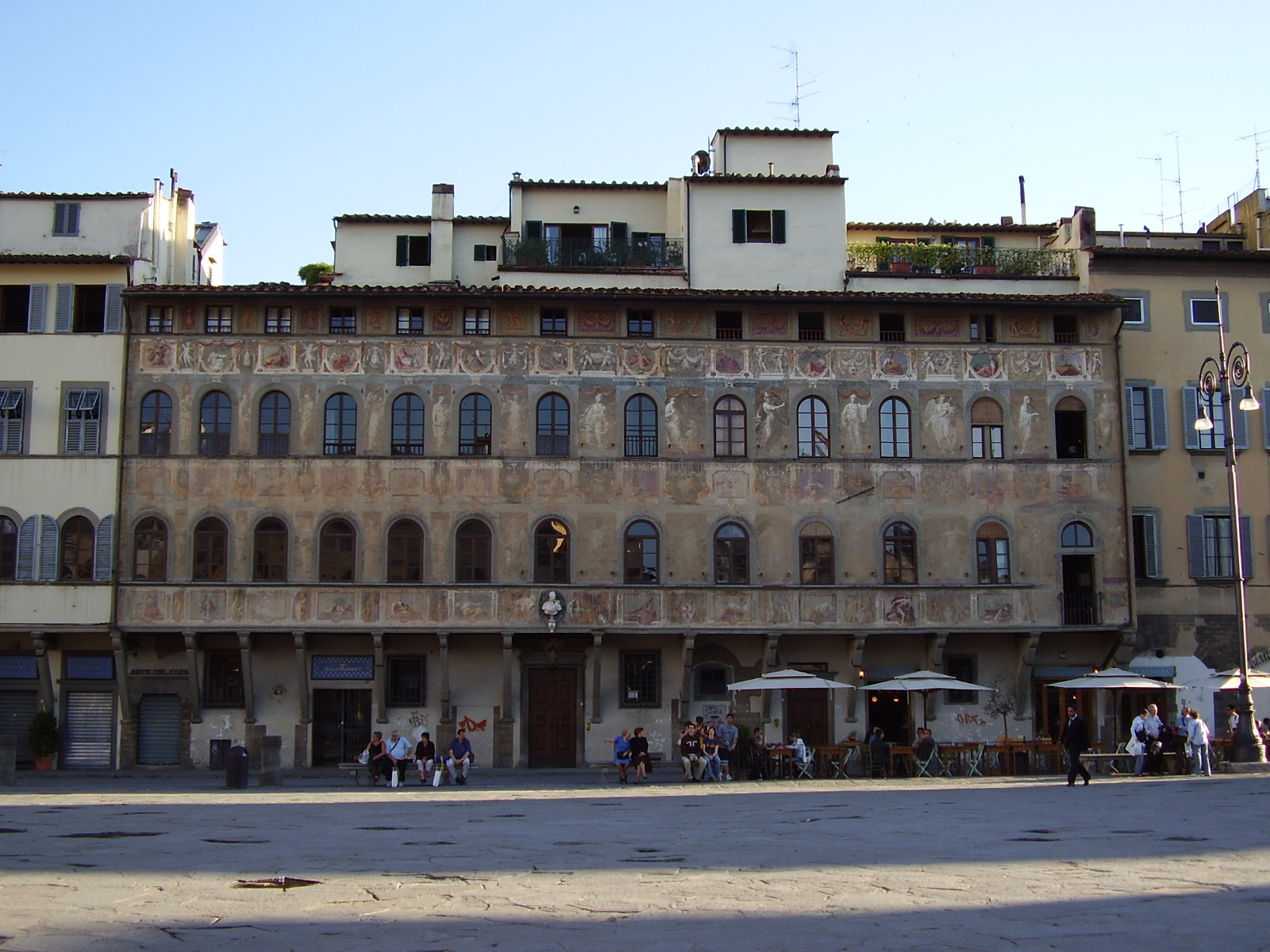
Palazzo dell'Antella

Il exécuta les cartons préparatoires du cycle de 13 peintures représentant Virtù e Divinità peint sur la façade du Palazzo dell'Antella place Santa Croce en 1619, par une trentaine d'artistes dirigés par Giovanni da San Giovanni.

## Œuvres significatives à Florence
- La Grotticina del Vulcano au palais Pitti (1617),
- la restructuration de la villa médicéenne di Poggio Imperiale (1620-1622),
- L'hôpital dei Medicanti (1621),
- La chiesa di San Felice in Piazza dans l'Oltrarno (1634-1635).
- Le palais édifié en 1620 pour être la résidence de la princesse Marie-Madeleine de Médicis, sur la place Santissima Annunziata. Devenu depuis 1880 le musée archéologique national.

Son fils Alfonso suivit ses traces et en collaborant souvent avec son père dont il hérita des charges après sa mort.